# Casanova, un adolescent à Venise
Pour plus de détails, voir Fiche technique et Distribution.
Casanova, un adolescent à Venise (Infanzia, vocazione e prime esperienze di Giacomo Casanova, veneziano) est un film italien de Luigi Comencini, sorti le 30 octobre 1969 en Italie et le  8 décembre 1976 en France.
Réalisé après L'Incompris et avant Les Aventures de Pinocchio, Casanova, un adolescent à Venise s'intègre dans cet ensemble de films consacrés par Luigi Comencini au monde de l'enfance et de l'adolescence.
Extraite des cinq premiers chapitres des Mémoires de Giacomo Casanova et de diverses chroniques écrites par des mémorialistes de l'époque, l'œuvre de Comencini évoque non seulement la jeunesse de Casanova mais aussi la vie quotidienne à Venise et à Padoue au début du XVIIIe siècle. D'après Jacques Lourcelles : « Suite d'épisodes et d'anecdotes relativement bien choisis, décrits sur un ton ironique et cruel, le film met en valeur le raffinement de Comencini, aristocrate de la couleur et de la composition », sans se départir, toutefois, d'un maximum de réalisme et d'authenticité historiques.

## Synopsis
L'enfance du jeune Vénitien Giacomo Casanova auprès de sa grand-mère, puis la redécouverte de ses parents, dont une mère plusieurs fois infidèle. Ceux-ci l'envoient, ensuite, étudier dans une misérable école à Padoue, où il finit, néanmoins, par être remarqué par un prêtre, Don Gozzi, qui l'incitera à embrasser la carrière ecclésiastique. En 1742, Casanova retournera donc à Venise sous l'uniforme religieux. Mais la rencontre avec le vieux marquis Malipiero, devenu son protecteur, influera, désormais, sur le cours de son évolution. Plus tard, la fréquentation de l'illustre courtisane Millescudi achèvera de le convaincre d'abandonner la soutane pour suivre les voies de l'élégant et mensonger libertinage.

## Fiche technique
- Titre original : Infanzia, vocazione e prime esperienze di Giacomo Casanova, veneziano.
- Titre français : Casanova, un adolescent à Venise.
- Réalisation : Luigi Comencini.
- Scénario : Luigi Comencini, Suso Cecchi D'Amico, d'après les Mémoires de Casanova.
- Photographie : Aiace Parolin (Technicolor).
- Décors et costumes : Piero Gherardi
- Montage : Nino Baragli
- Musique : Fiorenzo Carpi.
- Durée : 125 minutes
- Production : Mega Film (Ugo Santalucia).
- Genre : Film biographique, Film historique
- Pays :  Italie
- Dates de sortie : 
  -  Italie : 30 octobre 1969
  -  France : 8 décembre 1976

## Distribution
- Leonard Whiting : Casanova
- Claudio De Kunert : Casanova enfant
- Maria Grazia Buccella (VF : Marion Game) : Zanetta
- Senta Berger (VF : Jacqueline Cohen) : Giulietta Cavamacchia
- Lionel Stander : don Tosello
- Tina Aumont (VF : Béatrice Delfe) : Marcella
- Cristina Comencini (VF : Sylviane Margollé) : Angela
- Evi Maltagliati (VF : Marie Francey) : Serpieri
- Sara Franchetti (VF : Monique Thierry) : Sœur Lucia
- Sofia Dioniso (VF : Sylvie Feit) : Bettina
- Silvia Dionisio (VF : Francine Lainé) : Mariolina
- Gino Santercole